# Rujnița, Ocnița
Rujnița este un sat din cadrul comunei Bîrlădeni din raionul Ocnița, Republica Moldova.

## Istoria localității
Satul Rujnița este atestat documentar pentru prima dată în anul 1552, când domnitorul moldovean Ștefan Rareș a confirmat boierului Cozma Paiu dreptul de stăpânire mai multe sate:
„Copie de pe tălmăcirea ispisocului sârbesc de la Ștefan voievod din leat 7060 <1552> aprilie 30.

Facem știre tuturor cui să cadă a ști pentru adevărată sluga noastră Cozma Ghenghe chelar care slujind mai înainte moșilor noștri și răposatului întru fericire părintelui domniei mele Petru voievod cu dreptate și cu credință cum și astăzi slujește nouă cu dreaptă credință. Pentru aceea, noi, văzând a lui dreaptă și credincioasă slujbă către noi, l-am miluit pre dânsul cu osebită a noastră milă, am dat și am întărit lui de la noi întru al nostru pământ al Moldovei pe a lui drepte ocine și dresă de danie ce au avut el de la părintele domniei mele, Petru voievod, giumătate de sat în ținutul Hotinului, anume Nelipăuți, giumătate de către Hotin, care ace giumătate a satului, ce este peste Prut, în ținutul Hotinului, anume Nelipăuți, giumătate de către Hotin, au fost luat-o Șarpe postelnic cu vicleșug când au fugit din pământul nostru, și alt sat la ținutul Sorocăi, anume Pribăteag, pe Răut, pe amândouă părțile Răutului, și cu moară, care acel sat i-au fost lui danie de la părintele domniei mele Petru voievod, când au fost el chelariu.
 
Și iarăși l-am miluit pre dânsul din osăbită mila noastră i-am dat credincios boierului nostru dumisale Cozmii Ghenghe pârcălab de la noi întru al nostru pământ al Moldovei pentru a lui dreaptă și credincioasă slujbă cu două locuri din pustie - un loc pe Ciuhur la Fântâna Paricova, pe la amândouă părțile Ciuhurului, alt loc anume Rujinții, iarăși pe Ciuhur, pe de amândouă părțile Ciuhurului, ca să-și facă lui două sate.
...

Și pentru mai mare tărie se întăritură a celor de mai sus scrisă, am poruncit credincios boierului nostru dumisale Lucoci logofăt să scrie și a noastră pecete către această carte a noastră să o legi.”
Într-un document emis de cancelaria domnească a Moldovei la 5 decembrie 1576 este menționat „un loc de pustie pe Ciuhur, în ținutul Hotinului, pe amândouă părțile Ciuhurului”, numit Rujinți.
Este satul Rujnița de astăzi, care a avut o istorie interesantă. În anul 1586 satul este întărit lui Ion Golia logofăt, apoi a fost confiscat de la acesta pentru viclenie și dăruit lui Andrei logofăt și pârcălab de Neamț. În 1614 satul este întărit lui Nichifor Beldiman mare logofăt, care îl dăruiește, cu mori și iazuri mănăstirii Sucevița. Satul este menționat în documentul din 1 iulie 1637, când Vasile Lupu întărește părți din Rujinți lui Gavrilaș, mare logofăt. În aprilie 1673 Potomir ceașnic a vândut lui Gavrilaș Costache, fost mare vornic și soției sale Tudosca, jumătate din satul Rujinți pe Ciuhur, care se întindea pe ambele maluri ale Ciuhurului.

## Geografie
Rujnița este un sat din cadrul comunei Bârlădeni, raionul Ocnița, având o suprafață de aproximativ 1.47 kilometri pătrați, cu un perimetru de 5.58 km. Distanța directă până în or. Ocnița este de 16 km. Distanța directă până în or. Chișinău este de 200 km.

## Populație
Conform datelor recensământului din anul 2004, populația satului constituie 1307 de oameni, dintre care 45.83% - bărbați și 54.17% - femei.
| Grup etnic                           | Populație | % Procentaj |
| ------------------------------------ | --------- | ----------- |
| Ucraineni                            | 884       | 67.64%      |
| Băștinași declarați Moldoveni/Români | 343       | 26.24%      |
| Ruși                                 | 51        | 3.90%       |
| Bulgari                              | 12        | 0.92%       |
| Găgăuzi                              | 6         | 0.46%       |
| Alții                                | 11        | 0.84%       |
| Total                                | 1.307     | 100%        |

## Galerie de imagini

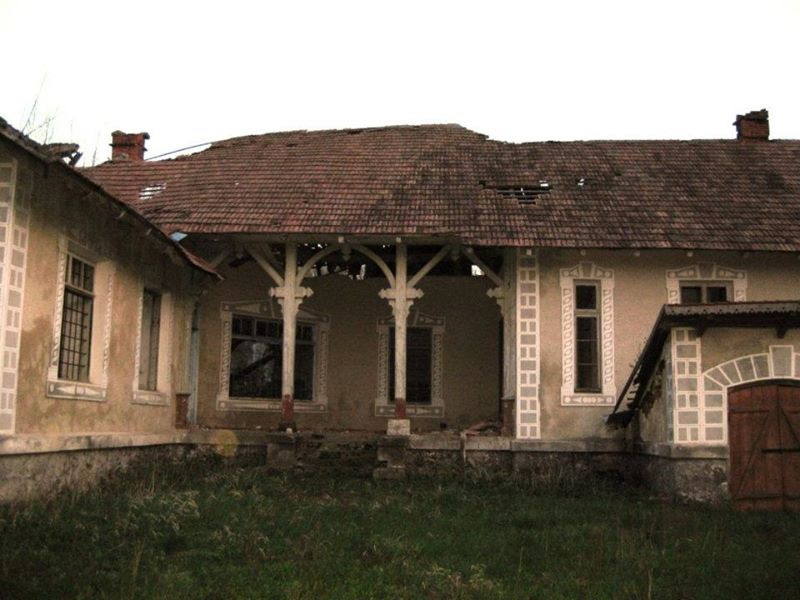
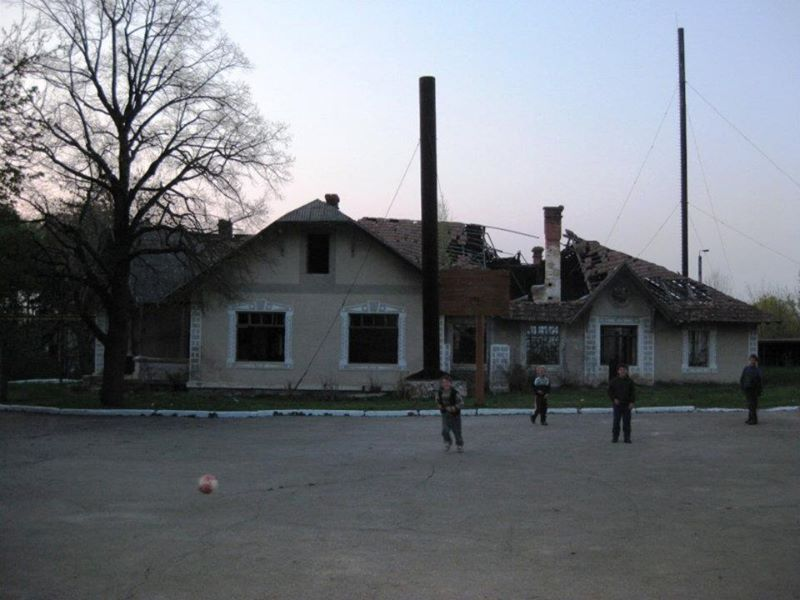
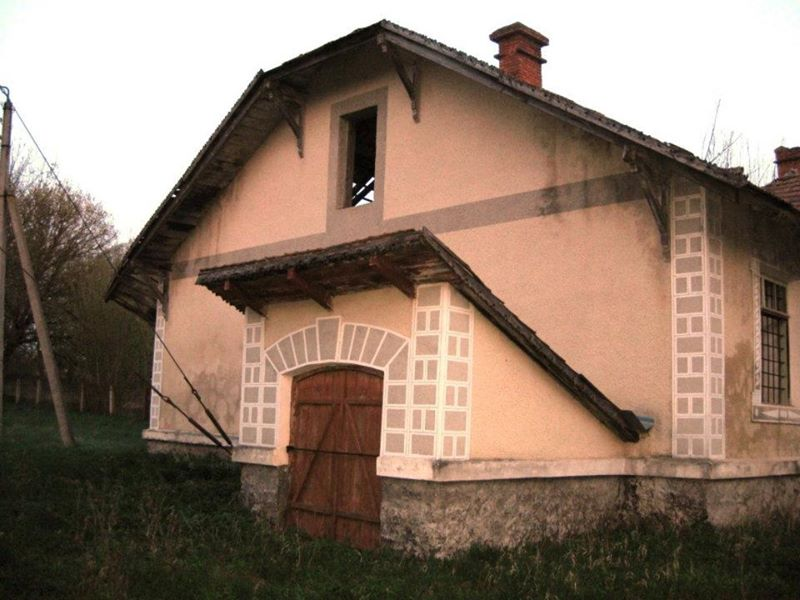
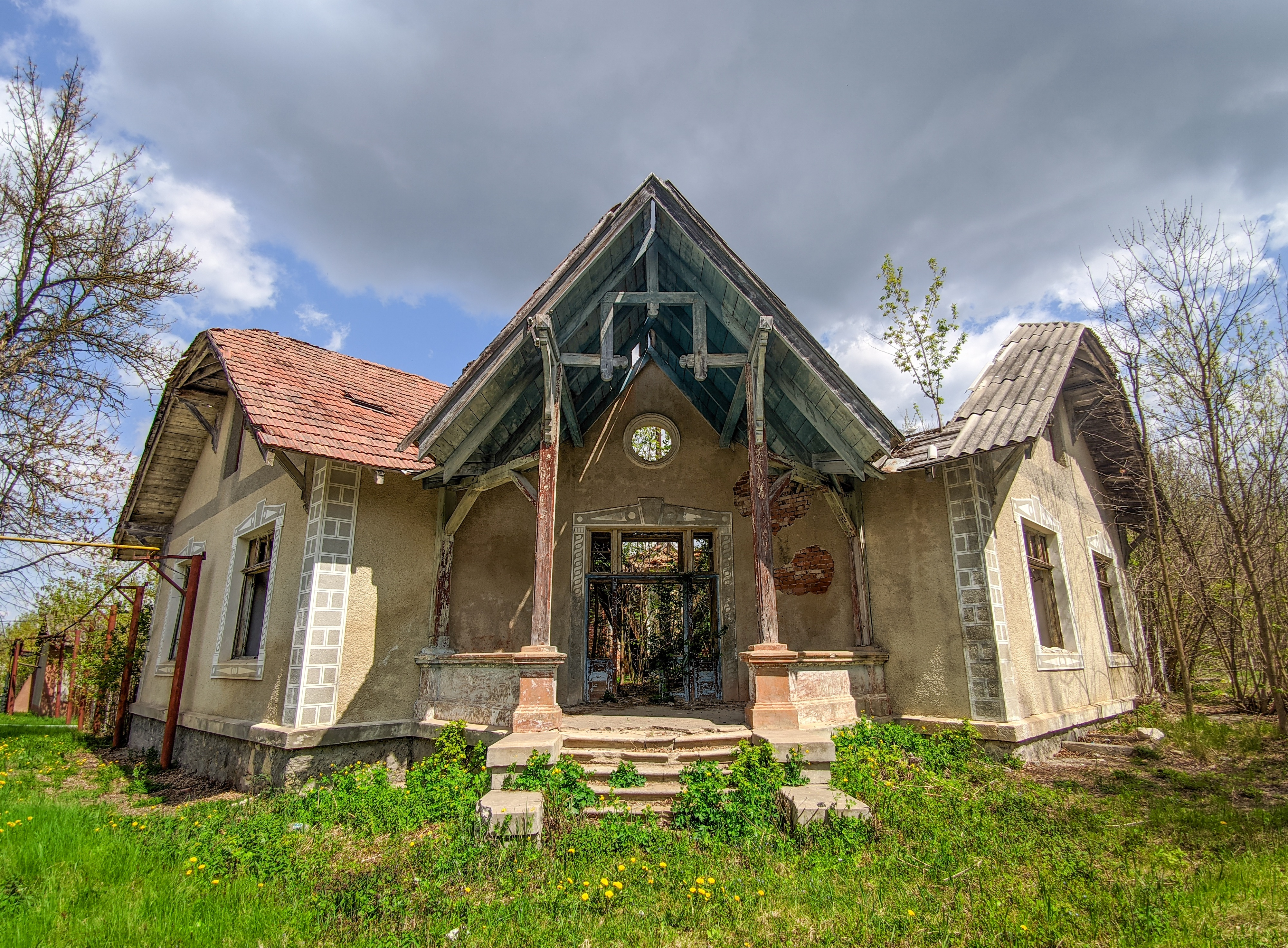

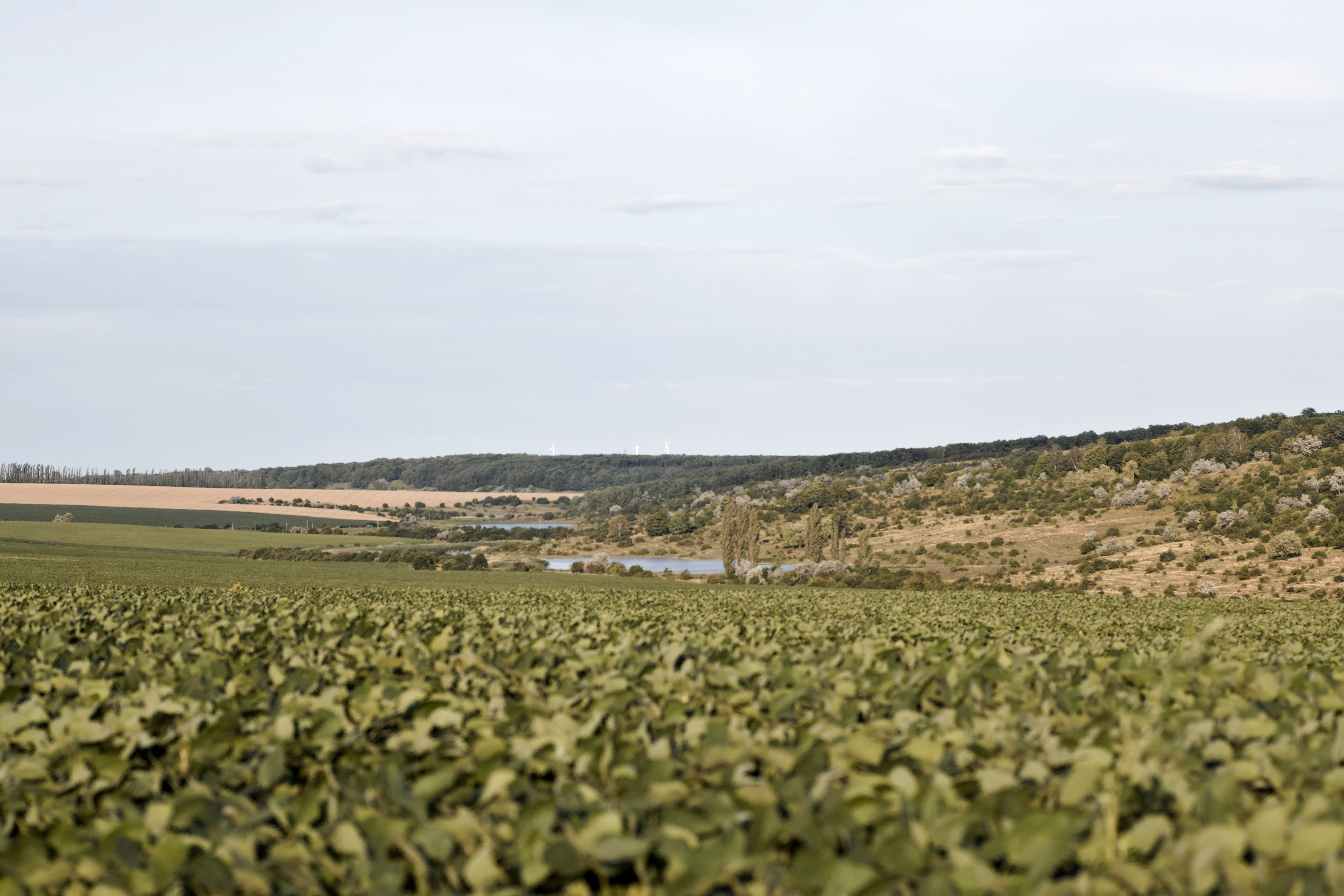
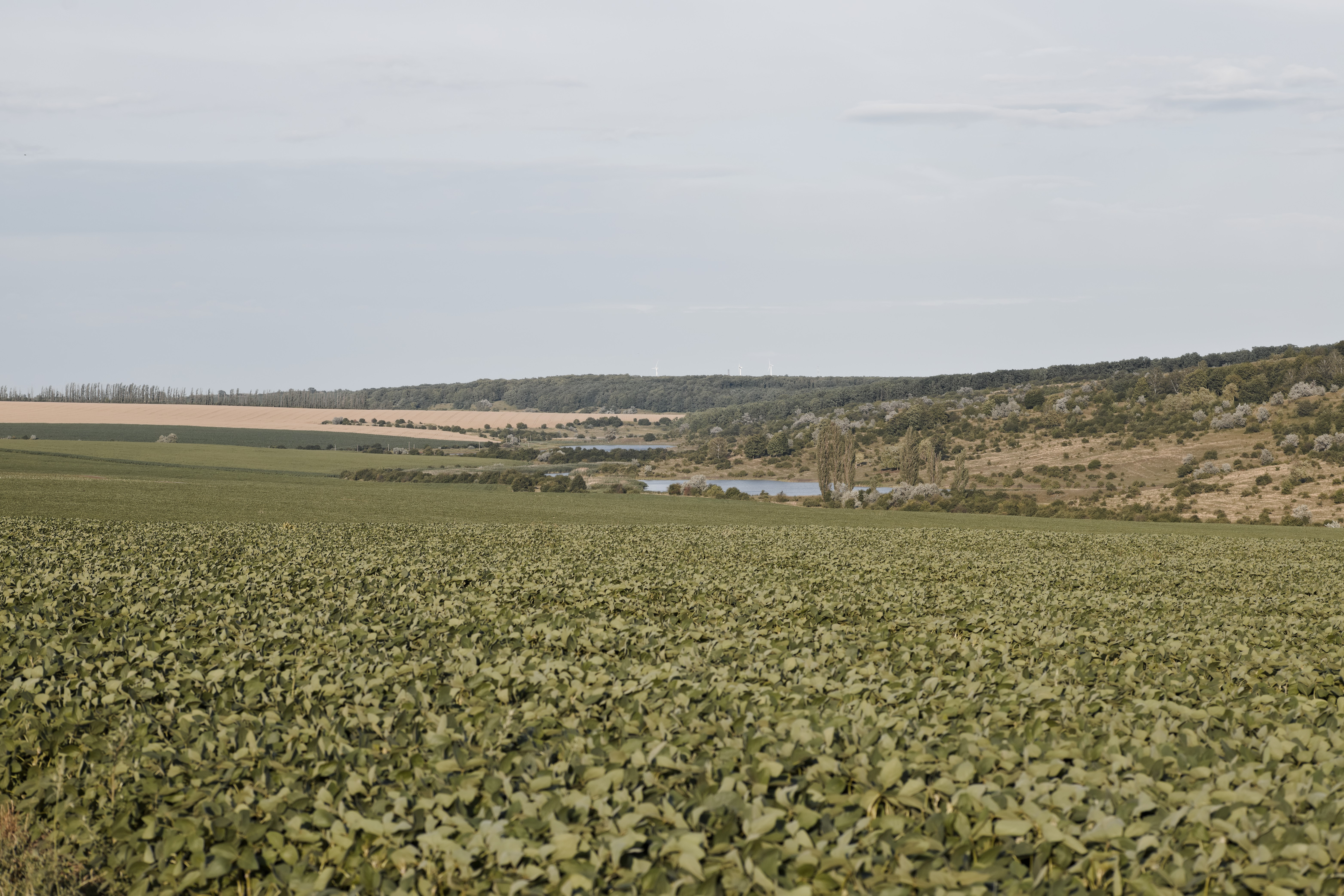
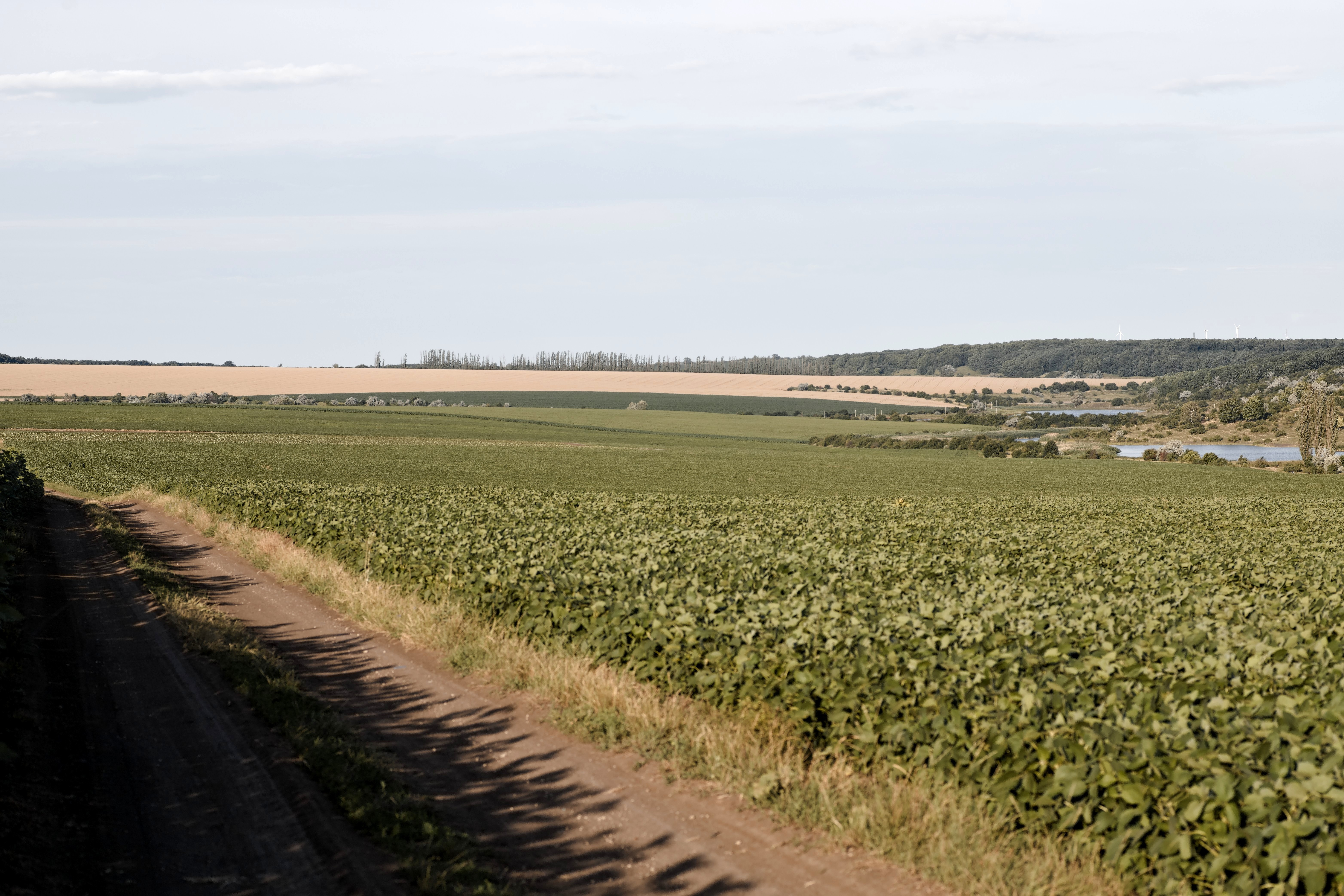
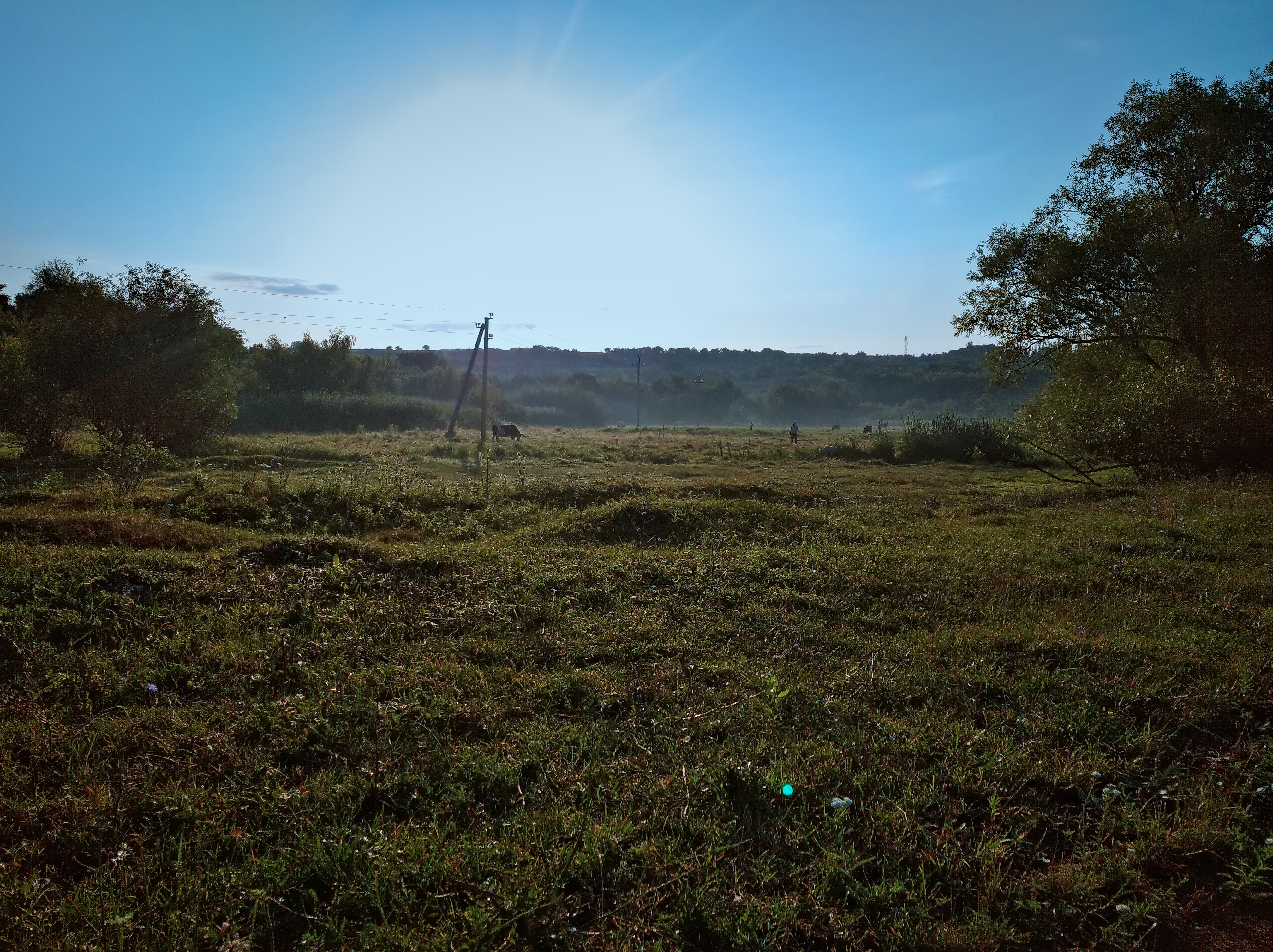

Conacul Biberi din Rujnița, monument „ocrotit” de stat.
Peisaje de lângă localitate

## Vezi și
- Conacul Biberi